# Екстент
Екстент (англ. extent — протяжність) — у файлових системах, безперервна область носія інформації. Як правило, у файлових системах з підтримкою екстентів великі файли складаються з декількох екстентів, не пов'язаних один з одним безпосередньо.

## Екстенти і блоки

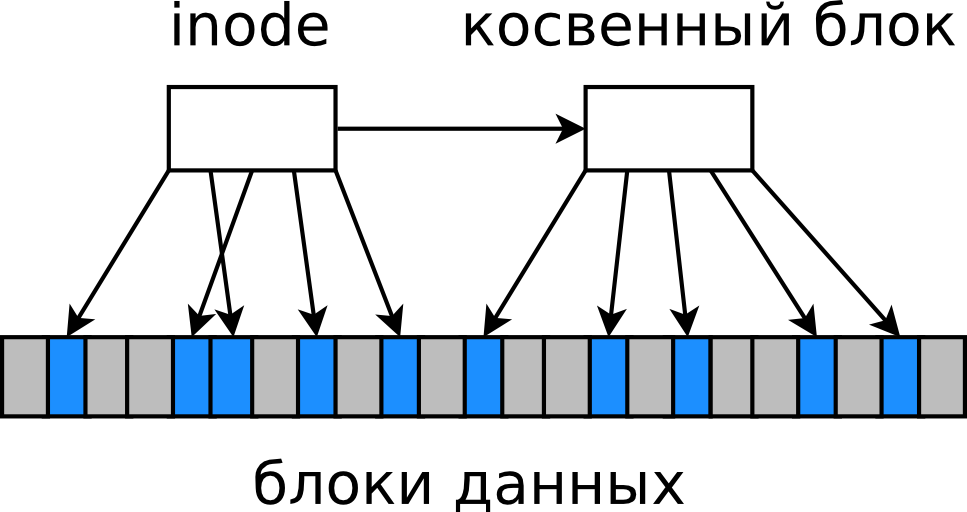
Файл в традиційній файловій системі

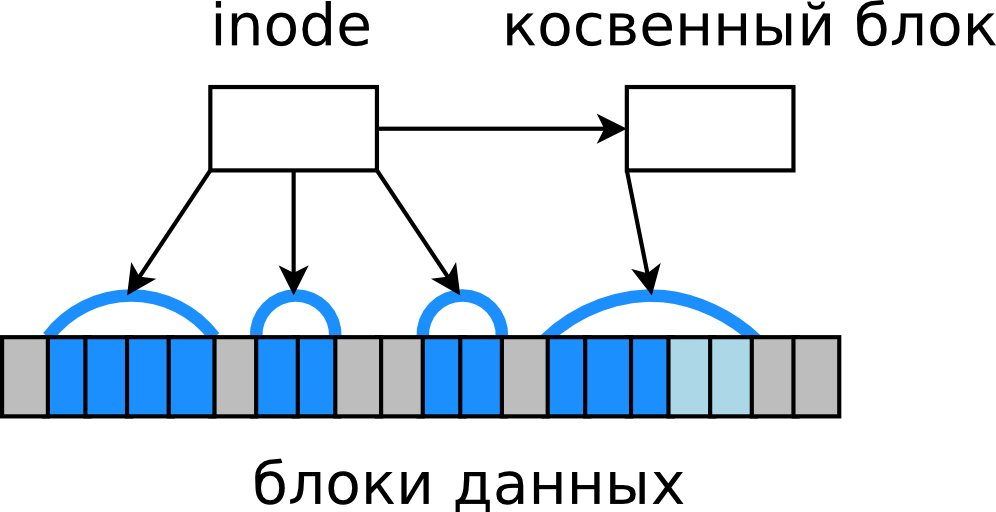
Файл у файловій системі з підтримкою екстентів

У багатьох файлових системах, в загальному випадку, файл зберігається у вигляді «заголовка», тобто якоїсь відносно невеликої структури даних (наприклад, inode і непрямих блоків в ext3 або рядка Master File Table в NTFS), яка містить вказівники на ділянки носія інформації, де по шматках зберігається вміст файлу. У традиційних файлових системах це покажчики на окремі блоки (мінімальні ділянки носія, які можна прочитати або записати за раз). У ряді сучасних файлових систем використовуються покажчики не на блоки, а на екстенти.
Використання вказівників на екстенти має ряд переваг над схемою з вказівками на окремі блоки. Оскільки всі дані в одному екстенті розташовані на диску поспіль, то підвищується швидкість читання і запису файлу і знижується ступінь фрагментації файлової системи. При однаковому розмірі і організації структури даних «заголовка» файлу, файлова система з підтримкою екстентів буде мати більший максимальний розмір файлів.
Головний недолік екстентів — підвищена складність реалізації файлової системи.
Слід зауважити, що використання алгоритму розподілу блоків, який розподіляє їх, за можливості, з безперервної ділянки, підвищує швидкість читання і запису даних і частково компенсує відсутність підтримки екстентів. Швидкість доступу до файлу також можна підвищити, якщо заздалегідь зарезервувати під файл безперервну ділянку на диску (наприклад, через системний виклик fallocate в Unix або через SetFileValidData і SetEndOfFile в Microsoft Windows).

## Відомі файлові системи з підтримкою екстентів
- HFS і HFS Plus
- NTFS[2]
- UDF
- XFS
- JFS
- ext4
- Reiser4
- Btrfs
- HPFS